# برنت آبرناتی
برنت آبرناتی (انگلیسی: Brent Abernathy؛ زادهٔ ۲۳ سپتامبر ۱۹۷۷) بازیکن بیس‌بال اهل ایالات متحده آمریکا بود.
وی در مسابقات کشوری و بین‌المللی در مجموع برندهٔ ۱ مدال طلا شده‌است.